# Vindommen
Vindommen är en sjö i Valdemarsviks kommun, Västerviks kommun och Åtvidabergs kommun i Småland och ingår i Vindåns huvudavrinningsområde. Sjön har en area på 13 kvadratkilometer och ligger 24,1 meter över havet. Sjön avvattnas av vattendraget Vindån (Fänån). Vid provfiske har en stor mängd fiskarter fångats, bland annat abborre, björkna, braxen och gers.
Vindommen är den största sjön i Tjustbygden, den ligger inom de tre socknarna Hannäs, Tryserum och Ukna. Sjön är cirka 13 kilometer lång fågelvägen.
Trafik med utflyktsbåt förekommer på Vindommen.

## Delavrinningsområde
Vindommen ingår i delavrinningsområde (644114-153971) som SMHI kallar för Utloppet av Vindommen. Medelhöjden är 49 meter över havet och ytan är 79,36 kvadratkilometer. Räknas de 13 avrinningsområdena uppströms in blir den ackumulerade arean 231,38 kvadratkilometer. Avrinningsområdets utflöde Vindån (Fänån) mynnar i havet. Avrinningsområdet består mestadels av skog (54 %) och jordbruk (19 %). Avrinningsområdet har 13,78 kvadratkilometer vattenytor vilket ger det en sjöprocent på 17,4 %.

## Fisk
Vid provfiske har följande fisk fångats i sjön:
- Abborre
- Björkna
- Braxen
- Gärs
- Gädda
- Gös
- Löja
- Mört
- Nors
- Sarv